# DBLP
DBLP — сайт бібліографії з інформатики. Починаючи від 1993 року в Трірському університеті (Німеччина), він виріс із невеликої колекції HTML-файлів до організації, в якій розміщено сайт бібліографії щодо баз даних та логічного програмування. Від листопада 2018 року DBLP є філією Schloss Dagstuhl — Leibniz-Zentrum für Informatik (LZI). У грудні 2019 року DBLP містила понад 4,86 мільйона журнальних статей, матеріалів конференцій та інших публікацій з інформатики (у 1995 році — 14 000;у липні 2016 — 3,66 млн). Відстежуються всі важливі журнали з інформатики, а також матеріали роботи багатьох конференцій.
1997 року Майкл Лей за роботу з підтримки DBLP отримав нагороду від Асоціації обчислювальної техніки та спеціальну нагороду VLDB Endowment.
Спочатку назва DBLP означала «бази даних та логічне програмування» (англ. DataBase systems and Logic Programming). Як бекронім, її застосували на позначення цифрового бібліографічного та бібліотечного проєкту (англ. Digital Bibliography & Library Project). Однак, нині абревіатуру застосовують просто як назву: «Бібліографія з комп'ютерних наук DBLP».

## Оглядач DBL
Оглядач DBL (англ. DBL-Browser; оглядач цифрової бібліографічної бібліотеки) — це утиліта для перегляду веб-сайту DBLP. Оглядач написав 2005 року Александр Вебер у Трірському університеті. Призначений для використання в автономному режимі під час читання DBLP.
Програма поширюється за ліцензією GPL, доступна для завантаження зі SourceForge. Використовує XML DTD. Написана мовою програмування Java, підтримує декілька способів виведення бібліографічного запису (від графіки до тексту):
- сторінка автора,
- сторінка статті,
- зміст,
- пов'язані конференції / журнали,
- пов'язані автори (графічне подання відношень),
- аналіз тренду (графічна гістограма).

DBLP нагадує бібліографічну частину arxiv.org, яка також посилається на статті. Оглядач DBL надає засоби для перегляду пов'язаних статей з інформатики.